# Dioscurides Neapolitanus

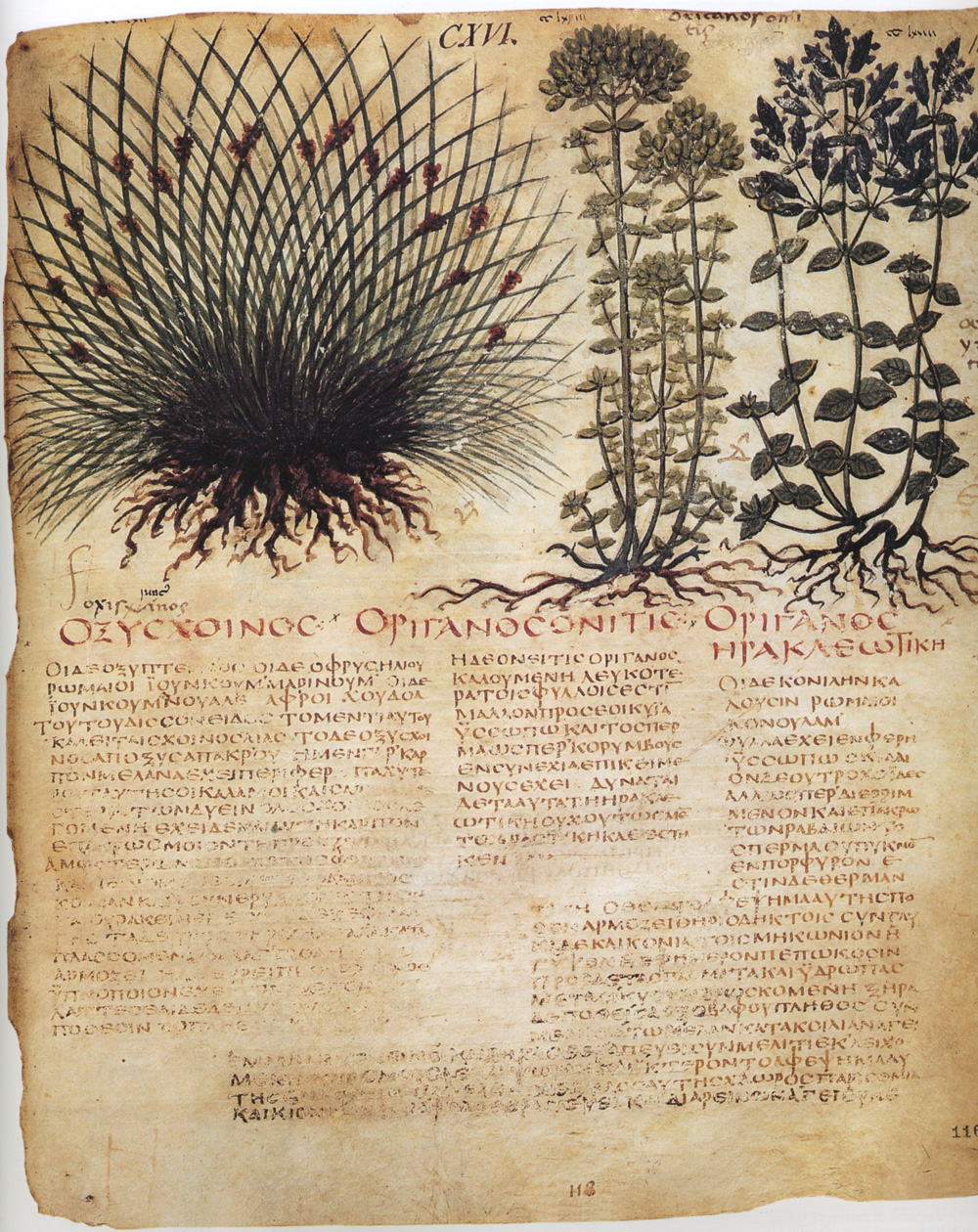
fol. 116r

Der Dioscurides Neapolitanus ist ein in griechischer Sprache handschriftlich verfasstes Kräuterbuch aus dem ausgehenden 6. Jahrhundert, das in der Biblioteca Nazionale di Napoli unter der Signatur Codex ex Vindobonensis Graecus 1 aufbewahrt wird. 
Die Handschrift besteht aus 172 Pergamentblättern, 290 × 250 mm, 170 davon enthalten die Illustrationen zum Herbarium des Pedanios Dioskurides. In der ursprünglichen Fassung des Dioskurides war nur reiner Text ohne Abbildungen vorgesehen. Für diese Handschrift und den Wiener Dioskurides wird ein gemeinsamer Archetyp angenommen. Im Gegensatz zum Konstantinopolitaner Ursprung des Wiener Prachtexemplars spricht die Ausprägung der Bibelmajuskel im Neapolitanus für eine Entstehung im Westen des Oströmischen Reiches, in Italien. Spätere Nachtragshände italo-griechischen Schrifttyps sprechen auch für einen kontinuierlichen Verbleib der Handschrift in Italien. Auch kodikologische Einzelheiten wie die Anlage der Linierung und der Reklamanten sprechen für eine Entstehung in Italien ebenso wie die ikonographische Umsetzung der gemeinsamen Vorlage. Paläographisch lässt sich die Entstehungszeit auf die Wende vom 6. zum 7. Jahrhundert einschränken, was auch durch die Parallelen zur Initialornamentik abendländischer Handschriften dieser Zeit bekräftigt wird. Eine Entstehung in Ravenna im Umkreis der Exarchen, wie Carlo Bertelli angenommen hat, ist vorstellbar, ebenso ein Auftrag aus dem Kreis um Cassiodor, der in seinen Institutiones (1, 31, 2) die Benutzung illustrierter Exemplare des Dioskurides empfiehlt.
Der Codex wurde von dem Humanisten Antonio Seripando († 1531) seinem Bruder, dem Kardinal Girolamo Seripando, vermacht, der ihn seinerseits dem Augustinerkonvent San Giovanni a Carbonara in Neapel überließ. Vorbesitzer waren Girolamo Carbone und Aulo Giano Parrasio, Schwiegersohn des Demetrios Chalkokondyles. Daher hatte man früher auch eine Entstehung des Codex in Konstantinopel vermutet. Bernard de Montfaucon hat auf seiner italienischen Studienreise (1698–1701) die Handschrift in Neapel konsultieren können, 1718 wurde sie auf Befehl Karls VI. mit anderen wertvollen Handschriften nach Österreich transportiert. Die Rückgabe dieser und anderer Handschriften aus Wien an das Königreich Italien war ein Ergebnis der Kommissionsverhandlungen nach dem Pariser Vorortsfrieden von Saint-Germain (1919) nach Ende des Ersten Weltkriegs. Nach der Rückgabe 1919 kam der Codex zunächst in die Biblioteca Marciana in Venedig, seit dem 7. Juni 1923 befindet er sich in Neapel in der dortigen Biblioteca Nazionale.

## Faksimileausgabe
- Dioscurides Neapolitanus. Biblioteca Nazionale di Napoli. Codex ex Vindobonensis Graecus 1. Roma, Salerno Editore 1988 (Codices mirabiles 2) ISBN 88-8402-012-3 / Graz, Akademische Druck- und Verlagsanstalt 1988 (Codices selecti 88) ISBN 3-201-01417-6 Vollständige Faksimile-Ausgabe im Originalformat der Handschrift
- Carlo Bertelli, Salvatore Lilla, Giulia Orofino: Commentarium. Introduzione di Guglielmo Cavallo, Roma, Salerno Editore 1992. ISBN 88-8402-080-8 / Graz, Akademische Druck- und Verlags-Anstalt 1988. ISBN 3-201-01417-6 Text der Einleitung von Gugliemo Cavallo